# Винтерлинген
Винтерлинген (нем. Winterlingen) — община в Германии, в земле Баден-Вюртемберг. 
Подчиняется административному округу Тюбинген. Входит в состав района Цоллернальб.  Население составляет 6473 человека (на 31 декабря 2010 года). Занимает площадь 50,64 км².
Коммуна подразделяется на 3 сельских округа.